# Bellflower (Califòrnia)
Bellflower és una ciutat dels Estats Units a l'estat de Califòrnia. Segons el cens del 2000 tenia 72.878 habitants.

## Demografia
Segons el cens del 2000, Bellflower tenia 72.878 habitants, 23.367 habitatges, i 17.128 famílies. La densitat de població era de 4.635,6 habitants/km².
Dels 23.367 habitatges en un 43,7% hi vivien nens de menys de 18 anys, en un 47% hi vivien parelles casades, en un 19% dones solteres, i en un 26,7% no eren unitats familiars. En el 21,1% dels habitatges hi vivien persones soles el 7,5% de les quals corresponia a persones de 65 anys o més que vivien soles. El nombre mitjà de persones vivint en cada habitatge era de 3,09 i el nombre mitjà de persones que vivien en cada família era de 3,59.
Per edats la població es repartia de la següent manera: un 31,9% tenia menys de 18 anys, un 10,3% entre 18 i 24, un 32% entre 25 i 44, un 17,4% de 45 a 60 i un 8,4% 65 anys o més.
L'edat mediana era de 30 anys. Per cada 100 dones de 18 o més anys hi havia 90,6 homes.
La renda mediana per habitatge era de 39.362 $ i la renda mediana per família de 42.822 $. Els homes tenien una renda mediana de 32.658 $ mentre que les dones 28.012 $. La renda per capita de la població era de 15.982 $. Entorn del 12,8% de les famílies i el 15,8% de la població estaven per davall del llindar de pobresa.

## Poblacions més properes
El següent diagrama mostra les poblacions més properes.